# В дождь и в солнце
«В дождь и в солнце» — советский художественный фильм 1960 года, снятый на киностудии «Таллинфильм» режиссёром Гербертом Раппапортом.

## Сюжет
Действие фильма происходит на строительстве Прибалтийской ГРЭС. Сюда приезжает Яак Рийт, парень с трудным характером, закрытый, жёсткий, он не сразу входит в коллектив. Он не верит людям, их сердечности, доброте. Однако, на строительстве он встречает коммунистическую молодежь, которая, хотя и не одобряет его, но и не осуждает, и готова помочь ему. Постепенно открывается другая сторона его характера. Оказывается, что причина сумятицы чувств Яака — в его прошлом. Долгое время он любил девушку Лисси, но у неё странная компания, среди которых и известный вор, цыган Роман. У Лисси устраиваются подозрительные ночные свидания, попойки. Яак решил, что он так жить не будет и пришёл на строительство ГРЭС. Но вместе с ним туда приходит и Роман, которого тоже уже давно тяготит воровская жизнь. Жизнь парней как будто начинает налаживаться, но сложно порвать с прошлым…

## В ролях
- Яан Сауль — Яак Рийт
- Иева Мурниеце — Анне-Май
- Лариса Лужина — Лисси
- Микк Микивер — Виктор
- Яанус Оргулас — Андрей
- Рейн Ольмару — Рауль
- Николай Сличенко — Роман, цыган, бывший вор
- Майла Рястас — Кюллики
- Лембит Антон — Артур
- Лайне Месикяпп – эпизод

## Критика
Фильм нашёл своего зрителя, так как говорил о современности. Отзывы критиков о фильме были неоднозначными. Было больше тех, кто считал, что фильм сильно уступает сценарию. Фильм даже назвали посредственным. Однако хвалили игру Яана Саула и особенно Ларисы Лужиной. Отмечалось, что Яан Саул играет многогранного персонажа, но в игре ему не хватает тонких психологических нюансов. Также с похвалой упоминалась игра Яануса Оргуласа и Николая Сличенко. Персонаж Анне-Май же по мнению рецензентов в исполнении Иева Мурниеце каким-то образом оставалась сухой и невыразительной.— Õie Orav. Tallinnfilm. 1, Mängufilmid 1947-1976. - Tallinn, 2003. - lk. 204-208